# Gerhard Tautenhahn
Gerhard Tautenhahn (* 2. Dezember 1929 in Vielau; † 2018) war ein deutscher Wirtschaftsfunktionär (SED). Er war Minister für Allgemeinen Maschinen-, Landmaschinen- und Fahrzeugbau der DDR.

## Leben
Der Sohn eines Kupferschmieds absolvierte von 1944 bis 1949 eine Ausbildung zum technischen Zeichner und war im Beruf tätig. Er trat 1945 der KPD bei und wurde nach der Zwangsvereinigung Mitglied der SED. 1946 wurde er auch Mitglied der FDJ. Von 1949 bis 1952 studierte er an der Fachschule für Maschinen- und Kraftfahrzeugbau Zwickau und war bis 1953 Instrukteur in der SED-Bezirksleitung Karl-Marx-Stadt. Danach war er bis 1956 Instrukteur, bis 1964 Sektorenleiter und bis 1986 Leiter der Abteilung Maschinenbau und Metallurgie des Zentralkomitees der SED. Ab 1985 war er zugleich Leiter der Führungsgruppe Schlüsseltechnologie, die insbesondere das Mikroelektronikprogramm vorantreiben sollte.
Seit 1976 war er Mitglied der Wirtschaftskommission beim Politbüro des ZK der SED, von 1981 bis 1989 Mitglied des ZK der SED und von März 1986 bis November 1989 als Nachfolger von Günther Kleiber Minister für Allgemeinen Maschinen-, Landmaschinen- und Fahrzeugbau der DDR.
Tautenhahn starb im Jahr 2018.

## Auszeichnungen
- 1964 Vaterländischer Verdienstorden in Bronze, 1969 in Silber, 1980 und 1989 in Gold
- 1971 und 1976 Verdienstmedaille der Nationalen Volksarmee
- 1974 Orden Banner der Arbeit Stufe I
- 1975 Kampforden „Für Verdienste um Volk und Vaterland“
- 1977 Ehrentitel Verdienter Metallarbeiter der Deutschen Demokratischen Republik
- 1984 Ehrenspange zum Vaterländischen Verdienstorden in Gold